# Jamie Elle
Jamie Elle (Denver, Colorado; 2 de junio de 1985) es una actriz pornográfica y modelo erótica estadounidense retirada.

## Biografía
Jamie Lee, nombre artístico de Brandee Gartz, nació en junio de 1985 en la ciudad de Denver, capital del estado estadounidense de Colorado. No se sabe mucho de su vida antes de 2005, momento en que decide entrar a los 20 años como actriz en la industria pornográfica.
Desde su entrada, ha trabajado con las principales productoras del sector como Evil Angel, VCA, Hustler, Red Light District, Elegant Angel, New Machine, Lethal Hardcore, Wicked Pictures, Digital Sin, Kick Ass, Metro o New Sensations, entre otras. En varias de sus películas realizaba escenas de sexo anal, gangbang y squirt.
En 2006 recibió su primera nominación en los Premios AVN en la categoría de Mejor escena de trío por Mouth 2 Mouth 2.
Repetiría nuevamente en los AVN en 2008 y 2010 con otras dos nominaciones en la categoría de Mejor escena de sexo en grupo por los trabajos Orgy World 11 y Rocco Ravishes LA, respectivamente.
Se retiró como actriz en el año 2018, habiendo participado en algo más de 360 películas, entre producciones originales y compilaciones.
Algunos trabajos de su filmografía son Anal Athletes, Ass Pounders, Be My Daddy, Celebusluts, Erotic Aftershock, Fresh Asses, Graigslist, I Love 'em Anal, Incumming 8, Jet Fuel, Load Warriors, Pretty Sloppy o Teens With Tits 4.

## Premios y nominaciones
| Año  | Ceremonia    | Resultado | Premio                        | Trabajo           |
| ---- | ------------ | --------- | ----------------------------- | ----------------- |
| 2006 | Premios AVN  | Nominada  | Mejor escena de trío          | Mouth 2 Mouth 2   |
| 2008 | Premios AVN  | Nominada  | Mejor escena de sexo en grupo | Orgy World 11     |
| 2008 | Premios XRCO | Nominada  | Unsung Siren                  | —                 |
| 2010 | Premios AVN  | Nominada  | Mejor escena de sexo en grupo | Rocco Ravishes LA |